# عباس كندي (ببة جيك)
عباس كندي (بالفارسية: عباس‌کندی) هي منطقة سكنية تقع في قسم ببه‌جيك (مقاطعة تشالدران) في إيران. يقدر عدد سكانها بـ 83 نسمة .